# Српска православна црква Светог апостола Томе у Ковиљу
Српска православна црква Светог апостола Томе у Ковиљу, насељеном месту на територији града Новог Сада, припада Епархији бачкој СПЦ, грађена у периоду од 184. до 184. године и представља непокретно културно добро као споменик културе.

## Архитектура цркве
Црква је монументална, једнобродна грађевина, засведена полуобличастим сводом, полукружном апсидом у ширини наоса и високим звоником који се уздиже из монументалног прочеља, изведена је у духу класицизма. Истакнуто прочеље са дорским стубовима и тимпаноном доминира западном фасадом која је најрепрезентативније обрађена. Фасаде храма су оживљене витким пиластрима и хоризонталним венцима, између којих се налазе вертикална поља са полукружним архиволтама и са по једним отвором у средишту. 
На спољним зидовима цркве је укупно 14 прозора. Зидно платно је равно малтерисано. Kровна конструкција је двосливна, покривена бибер црепом. Високи звоник је подигнут на 4 ступца, од којих су западни ступци уграђени у зидну масу, а источни су слободностојећи и носе хор. На свакој страни звоника је по један полуобличасто завршени отвор, а изнад њега, испод капе звоника, по један сат кружног облика. Kапа звоника је неправилног облика, са крстом на врху.
У унутрашњости храма доминира иконостас резбарен у комбинацији барокних и класицистичких елемената, са стилизованим орнаментима и натуралистички изведеним мотивима. Израдио га је мајстор Јохан Kистнер 1870. године. Иконе је насликао украјински сликар Антун Kлер 1934/36. године. Рађене су уљем на платну, каширане на дасци, сигниране. Иконе су рађене по угледу на реалистичко сликарство Уроша Предића. На северном зиду храма је слика каменовање Светог Стефана (дим. 120x50 цм), уље на платну, вероватно рад монаха сликара Рафаила Момчиловића.
Веће поправке и реконструкције на цркви су урађени током 1983. и 1996. године.